# Rutidea
Rutidea is een geslacht uit de sterbladigenfamilie (Rubiaceae). De soorten komen voor in tropisch Afrika.

## Soorten
- Rutidea decorticata Hiern
- Rutidea dupuisii De Wild.
- Rutidea ferruginea Hiern
- Rutidea fuscescens Hiern
- Rutidea gabonensis Bridson
- Rutidea glabra Hiern
- Rutidea gracilis Bridson
- Rutidea hirsuta Hiern
- Rutidea hispida Hiern
- Rutidea insculpta Mildbr. ex Bridson
- Rutidea lujae De Wild.
- Rutidea membranacea Hiern
- Rutidea nigerica Bridson
- Rutidea olenotricha Hiern
- Rutidea orientalis Bridson
- Rutidea parviflora DC.
- Rutidea rufipilis Hiern
- Rutidea seretii De Wild.
- Rutidea smithii Hiern
- Rutidea tenuicaulis K.Krause
- Rutidea vanderystii Wernham

... · 
Afrocanthium · 
Asperula (Bedstro) · 
Atractocarpus · 
Belonophora · 
Bouvardia · 
Breonadia · 
Byrsophyllum · 
Callipeltis · 
Cephalanthus (Kogelbloem) · 
Chassalia · 
Cinchona · 
Coffea (Koffie) · 
Coprosma · 
Cruciata · 
Deppea · 
Galium (Walstro) · 
Gardenia · 
Genipa · 
Morinda · 
Nertera · 
Pentas · 
Plocama · 
Portlandia · 
Psydrax · 
Richardia · 
Rothmannia · 
Rubia · 
Rutidea · 
Rytigynia · 
Sabicea · 
Sarcocephalus · 
Sericanthe · 
Sherardia · 
Spermacoce · 
Tarenna · 
Tricalysia · 
Uncaria · 
Vangueria · 
Virectaria ·  
Wendlandia · 
...